# Festival interceltique de Lorient 2019
La 49e édition du Festival interceltique de Lorient se déroule du 2 au 11 août 2019, en France. La Galice est la nation invitée.

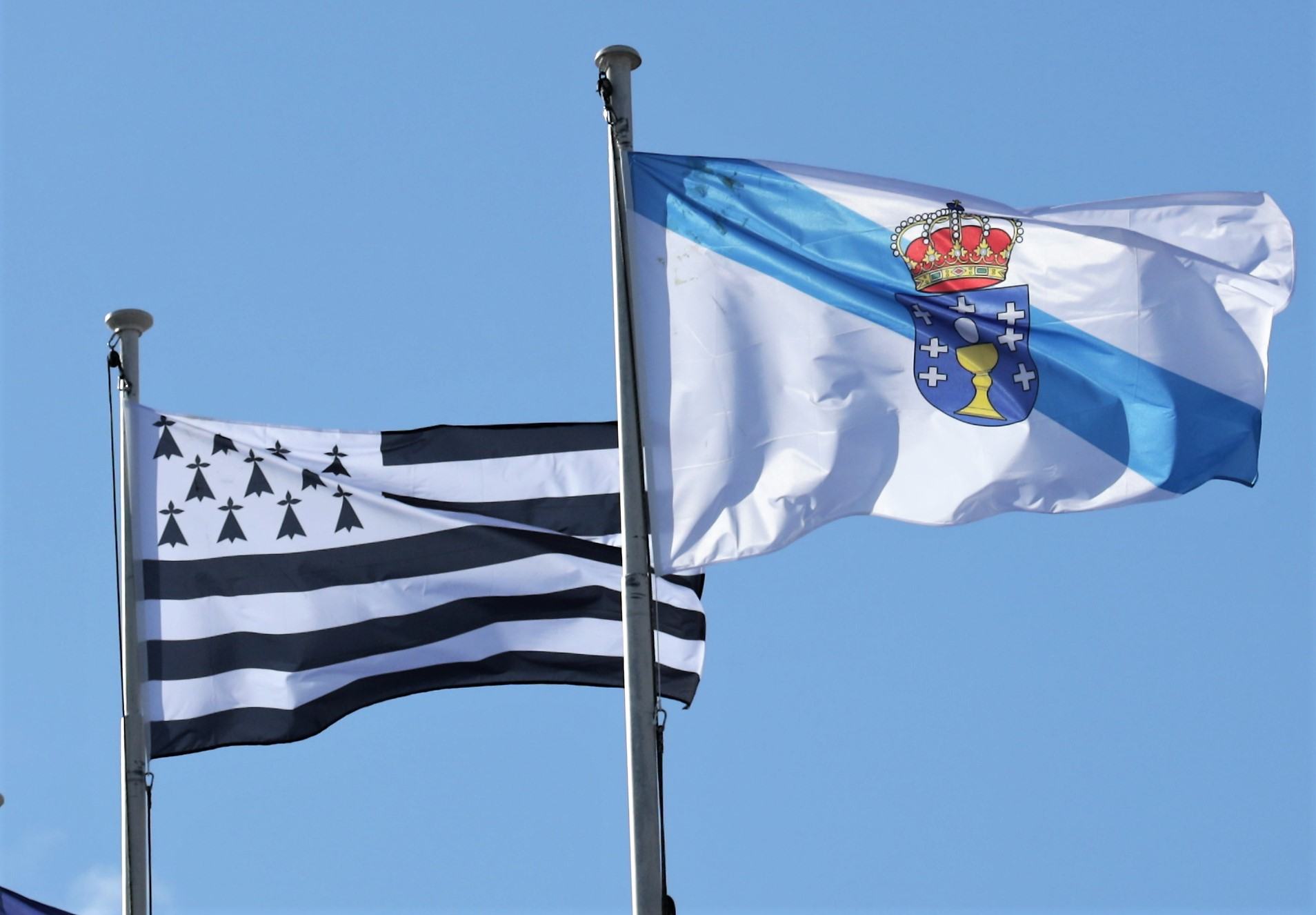
Les drapeaux de la Bretagne et de la Galice flottant côte à côte sur le festival.

## Préparation

### Pays invité
L'invité d'honneur de la 49e édition du Festival interceltique de Lorient : La Galice, a été dévoilé en août 2018,.
Un visuel très coloré, reprenant des codes culturels de cette nation historique, est dévoilé le 17 janvier 2019. Le « vrai Finistère » est représenté par les falaises de la côte galicienne et une coquille évoque le pèlerinage de Saint-Jacques-de-Compostelle.

### Une nouvelle présidence
Le président du festival Guy Gestin, dont le mandat court jusqu'en mai 2019, annonce le 2 novembre 2018 qu'il démissionne de son poste de président « pour raison de santé », tout en restant administrateur de la structure. Son vice-président Bruno Jaouën, avec qui il travaille en tandem depuis 5 ans, assure l'intérim jusqu'à l'élection d'un nouveau président par le conseil d'administration le 23 novembre. Ce dernier indique être candidat au poste de président, et précise qu'en cas d'élection il mettrait fin à son mandat comme conseiller municipal de Lorient, et à ses engagements dans les instances nationale, régionale et départementale du Parti socialiste. Seul candidat au poste, il est élu président pour 6 mois jusqu'à l'assemblée générale de mai 2019 qui doit renouveler le conseil d'administration. 
Pour la première fois de l'histoire du festival, deux candidats se présentent au poste de président avant l'assemblée générale de mai 2019. Bruno Jaouën, président intérimaire sortant, doit faire face à la candidature de Jean Peeters, alors président de l'université de Bretagne-Sud, et ancien secrétaire général de l'association,. Bruno Jaouën se repose sur « l'ambition d'un collectif (…) qui porte le Fil depuis cinq ans et demi », et le bilan de cette équipe sortante qu'il juge bon. Jean Peeters met lui en avant son intention de « bâtir pour l'avenir, de créer les conditions d'une dynamique [pour la] période 2020-2030 ».
Lors de l'assemblée générale du 11 mai 2019, et alors que le nombre de bénévoles présents pour participer aux élections est plus élevé qu'à l'accoutumée, Bruno Jaouën ne parvient pas à se faire élire au conseil d'administration. Il finit à la sixième place de l'élection, alors que seuls les cinq premiers candidats sont élus au CA. Il ne peut donc présenter sa candidature au poste de président. Seul candidat encore en lice, Jean Peeters est élu président du festival interceltique par le conseil d'administration le 29 mai 2019.

### Programmation

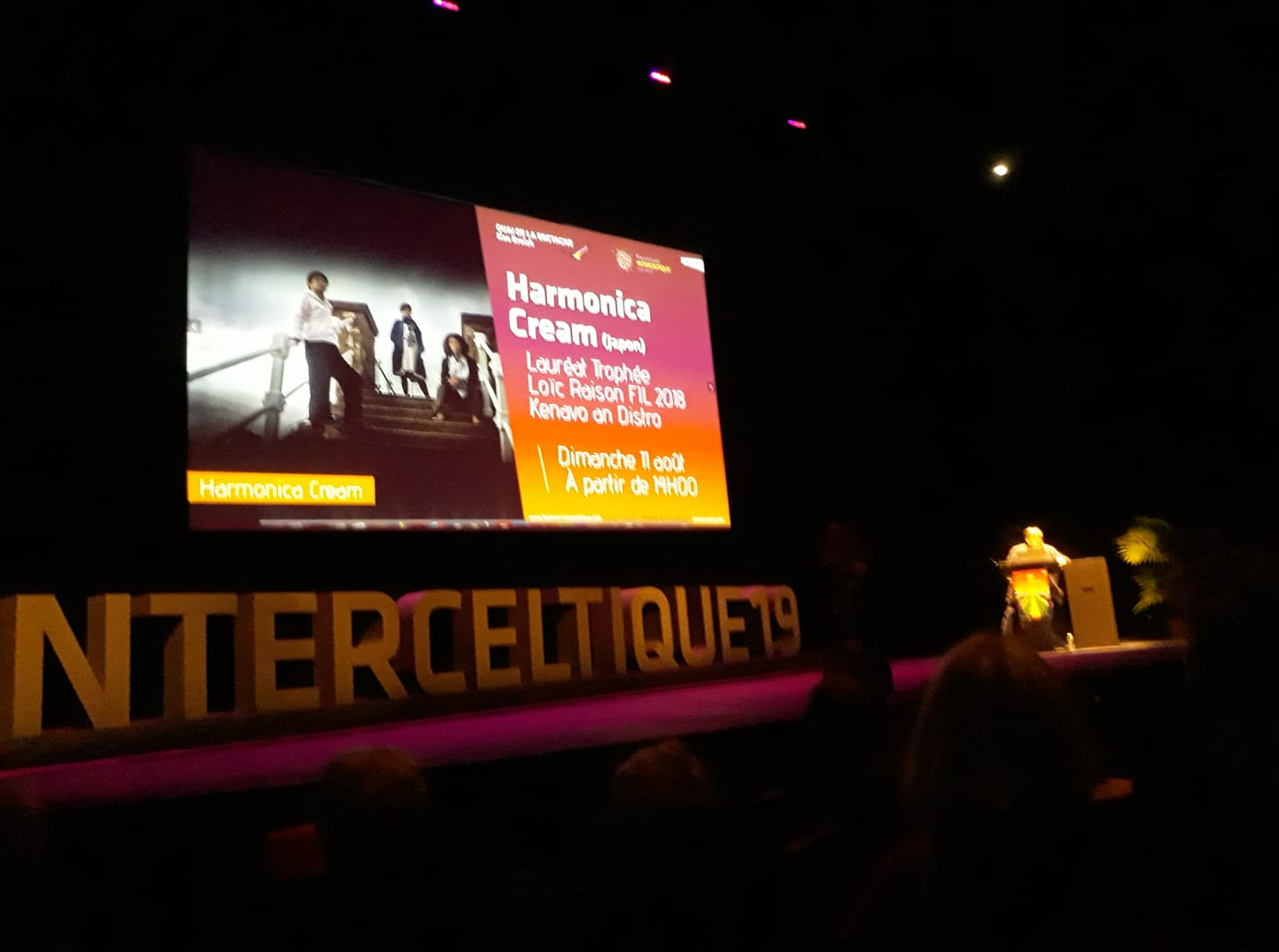
Annonce de la programmation au Théâtre de Lorient.

Le programme est dévoilé le 11 avril 2019 à 18 h 30 au Théâtre de Lorient. Le festival accueille cette année, entre autres, Carlos Núñez, Nolwenn Leroy, Goran Bregović et l'Orchestre symphonique de Bretagne, 3 Daft Monkeys, Soldat Louis, Pascal Jaouen, Soïg Sibéril et Jean-Félix Lalanne, Red Cardell et le Bagad Kemper, Skolvan, Arvest, Clarisse Lavanant, Fred Morrison, Cécile Corbel et Milladoiro.

### Sites et infrastructures

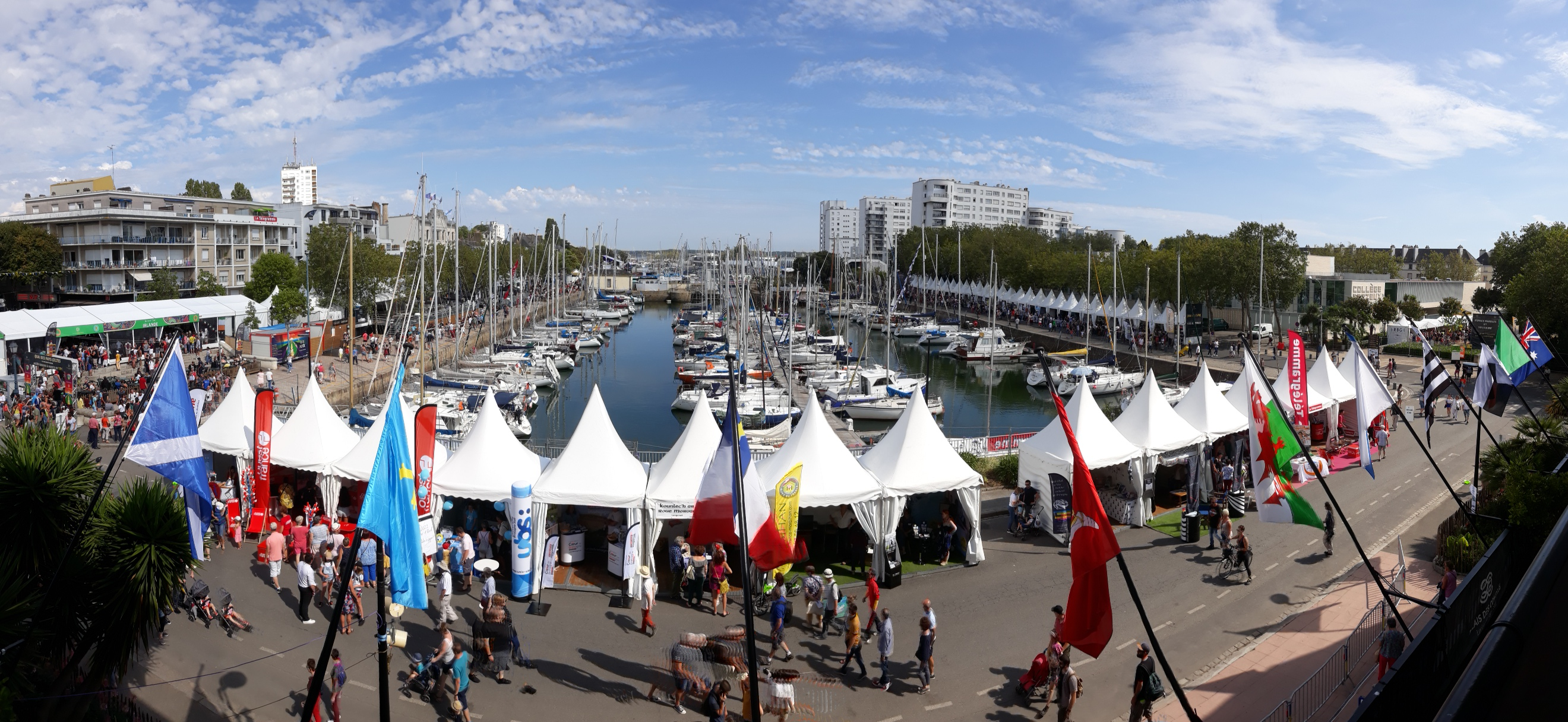
Vue du bassin à flots, depuis le palais des congrès.

## Déroulé

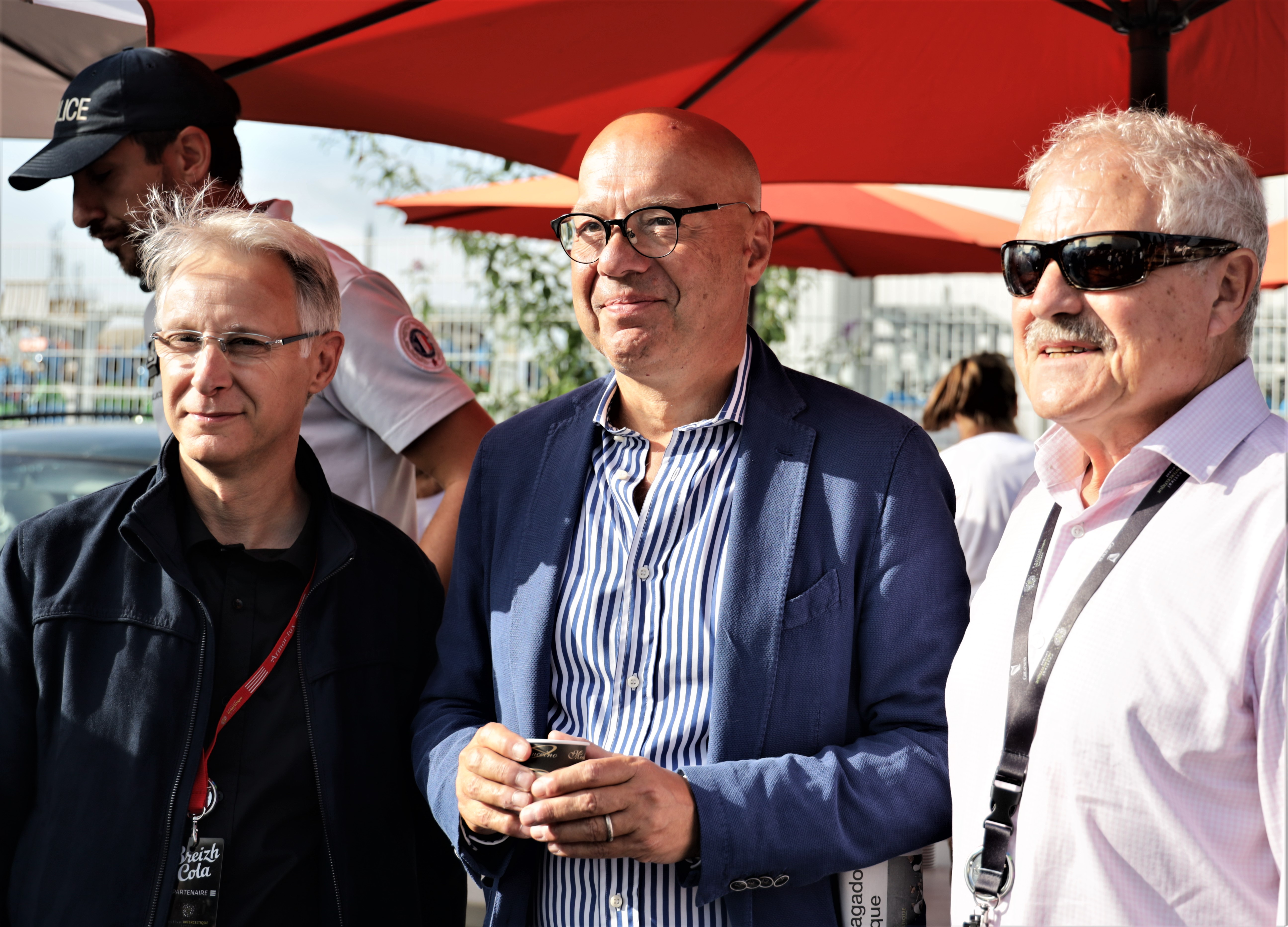
Jean Peeters, président du festival, avec Pierre Clavreuil, sous-préfet de Lorient, et Norbert Métairie, maire de Lorient, lors de la préparation de la Grande Parade.

### Couverture médiatique
Le 14 août 2019, la chaîne de télévision française France 3 diffuse en première partie de soirée Le grand spectacle du Festival interceltique de Lorient, animé par Cyril Féraud, attirant 2 740 000 téléspectateurs (no 1 des audiences de la soirée) avec une part de marché de 18,4 %.
Le dimanche 4 août après-midi, France 3 diffuse aussi les meilleurs moments de la Grande Parade des Nations Celtes, présenté également par Cyril Féraud, devant 1 390 000 téléspectateurs, soit 15,9% de parts de marché (no 1 à la fin du programme). De nombreuses autres manifestations sont retransmises en direct sur le site de France 3 Bretagne et leur page facebook, ou sur le compte twitter du FIL.

### Grande parade
3 500 musiciens et danseurs, répartis en 70 groupes et ensembles, défilent dans les rues de la ville le dimanche 4 août pour la « Grande parade des nations celtes ». Le nombre de spectateurs est estimé à 75 000, dont 10 000 à 11 000 entrées payantes à l'arrivée dans le stade du Moustoir.

### Concours
Le Trophée Mac Crimmon de Highland Bagpipe est remporté par Fred Morrison, suivi sur les autres marches du podium par Stuart Liddell et Andy Carlisle.
Le Concours International de Pibroc’h est remporté par Fred Morrisson, Nick Hudson en 2e position, et Stuart Lidell.
Le Trophée Mac Crimmon de Gaïta est remporté par María López Carballo, suivi de Fernando Vasquez Carcaba et Xesús Rodriguez Callejon.
Le Trophée Botuha (pour les sonneurs de moins de 20 ans) est remporté par Tristan Jarry, suivi de Matthieu Le Compagnon et Gwendal Prigent.
L'insolite concours Kitchen Music est remporté par Yann-Tudi Ruaud, Luc Maillard et Martin Tilly.
Le Trophée de musique celtique Loïc Raison pour les nouveaux talents récompense NoGood Boyo (Pays de Galles), Kraf Gang (Bretagne), Esling (Bretagne et Irlande) et Tiruleque (Galice).
Kevin Le Pennec remporte le 12e Trophée de Harpe Celtique ainsi que le Prix du public. Il est suivi de Christophe Guillemot, Mera Royle et Émeline Bellamy. Violaine Mayor reçoit quant à elle le « coup de cœur » du jury.
Audrey Guégan remporte le 14e Trophée d'accordéon diatonique ainsi que le Prix du public. Elle est suivie de Timothé Le Net en 2e position, et Elouan Le Bras et Brewen Le Guellec, troisièmes ex-æquo.

### Concerts

#### Espace Marine

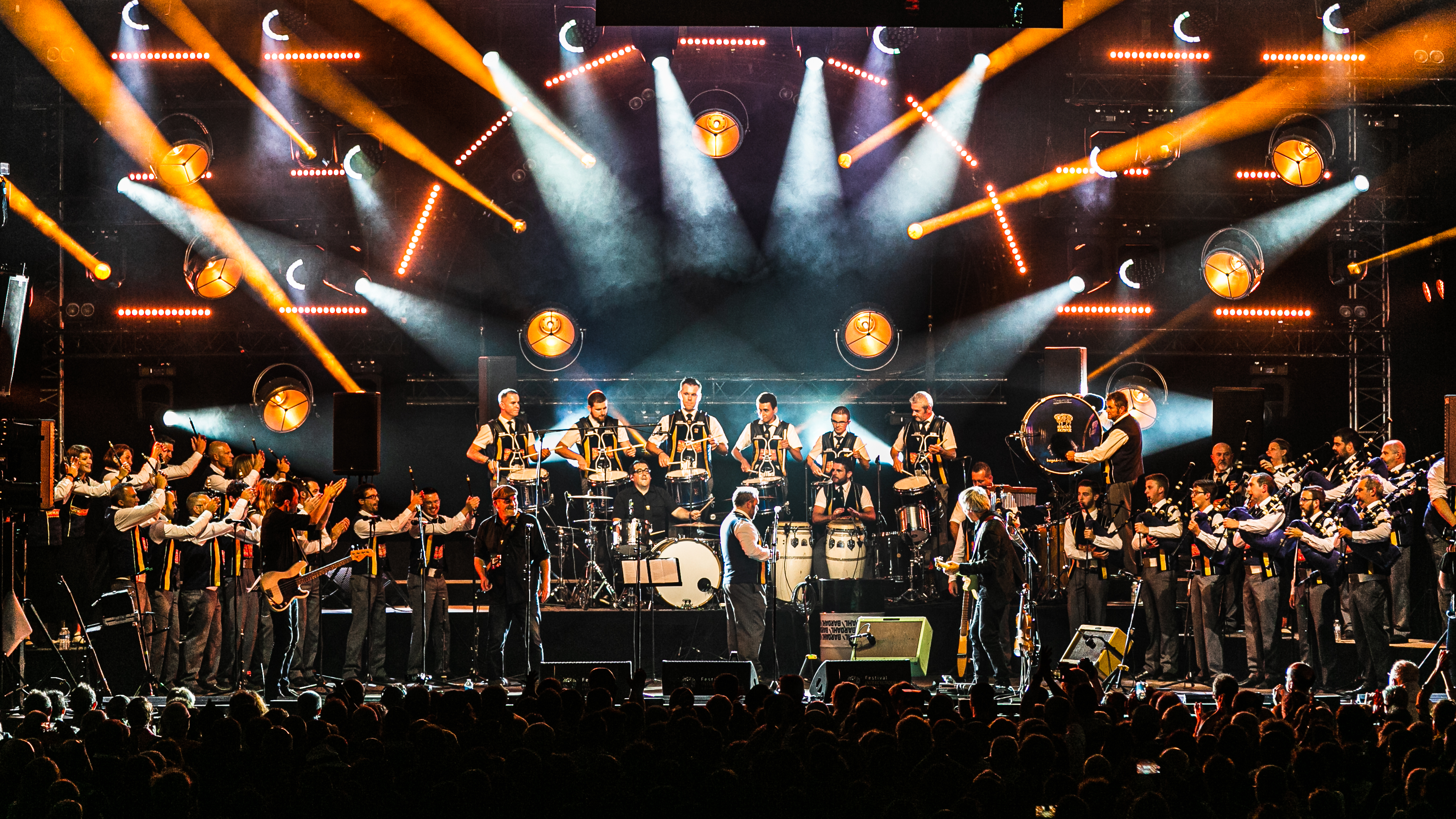
Création Nerzh du Bagad Kemper et Red Cardell.

Chaque soir, l'Espace Marine propose un concert différent devant une salle presque toujours comble.
Soldat Louis ouvre le bal le 3 août en fêtant ses 30 ans d’existence devant 4 000 spectateurs.
Clarisse Lavanant et Nolwenn Leroy enchaînent le lendemain, cette dernière pour présenter son album Folk.
Le spectacle La Grande Nuit de la Galice, nation invitée d’honneur du festival, présente 150 musiciens, dont Abraham Cupeiro, Xosé Lois Romero, José Manuel López et autres banda de gaitas.
Goran Bregović et l’Orchestre symphonique de Bretagne offrent Trois lettres de Sarajevo.
Carlos Núñez, enflamme la scène, accompagné, entre autres d'Alan Stivell ou du Bagad Cap Caval.
Pour ses 70 ans, le Bagad Kemper présente le spectacle Nerzh (« force » en breton) en compagnie du groupe de rock Red Cardell, précédés du groupe australien Claymore en première partie.
Peatbog Faeries, Mercedes Peón et NOON ferment la marche avec une soirée Celtic Electro qui attire 1500 personnes.

#### Autres scènes
Quatre Nuits interceltiques sont programmées au Stade du Moustoir lors de cette édition, présentant des orchestres et groupes de danse venus de toutes les nations celtes, notamment le Bagad de Lann-Bihoué, le Bagad Melinerion, plusieurs Bandas de Gaitas, Pipe bands, etc. La dernière Nuit celtique du 8 août se déroule sous de fortes pluies, occasionnant l'annulation des prestations du Bagad de Lann Bihoué, de danseurs galiciens ou du défilé de Pascal Jaouen.
Sur la scène du Théâtre de Lorient se produit Breton Blend, formation regroupant d'anciens musiciens de Kornog et Pennoù Skoulm, entre autres, Jacky Molard, Jamie McMenemy, Ronan Le Bars et Nicolas Quemener. À la suite d'une chute d’Alain Pennec, le spectacle Castelão #2 Sempre  est remplacé par Itron Perrine, du Trio Kermabon et Sofi Le Hunsec et Embruns de lune - Spraeàla dé lua, de Dominique Molard et Malvina Mandin. Jean-Félix Lalanne et Soïg Sibéril y accordent leurs guitares le lendemain. 
Le palais des congrès accueille les Master Class des différents instruments celtiques le matin. Un défilé des collections de Pascal Jaouen sur le thème du Pèlerinage de Saint-Jacques-de-Compostelle y est mis en musique par Cécile Corbel, qui présente par ailleurs le concert Enfant du vent pour le jeune public.
Le Quai de Bretagne reçoit de nombreux concerts dont ceux du groupe Skolvan, qui célèbre ses 35 ans, un grand fest-noz avec Fleuves, Djiboudjep, Gwendal, le Nolwenn Korbell's Band, Arvest, Harmonica Creams...

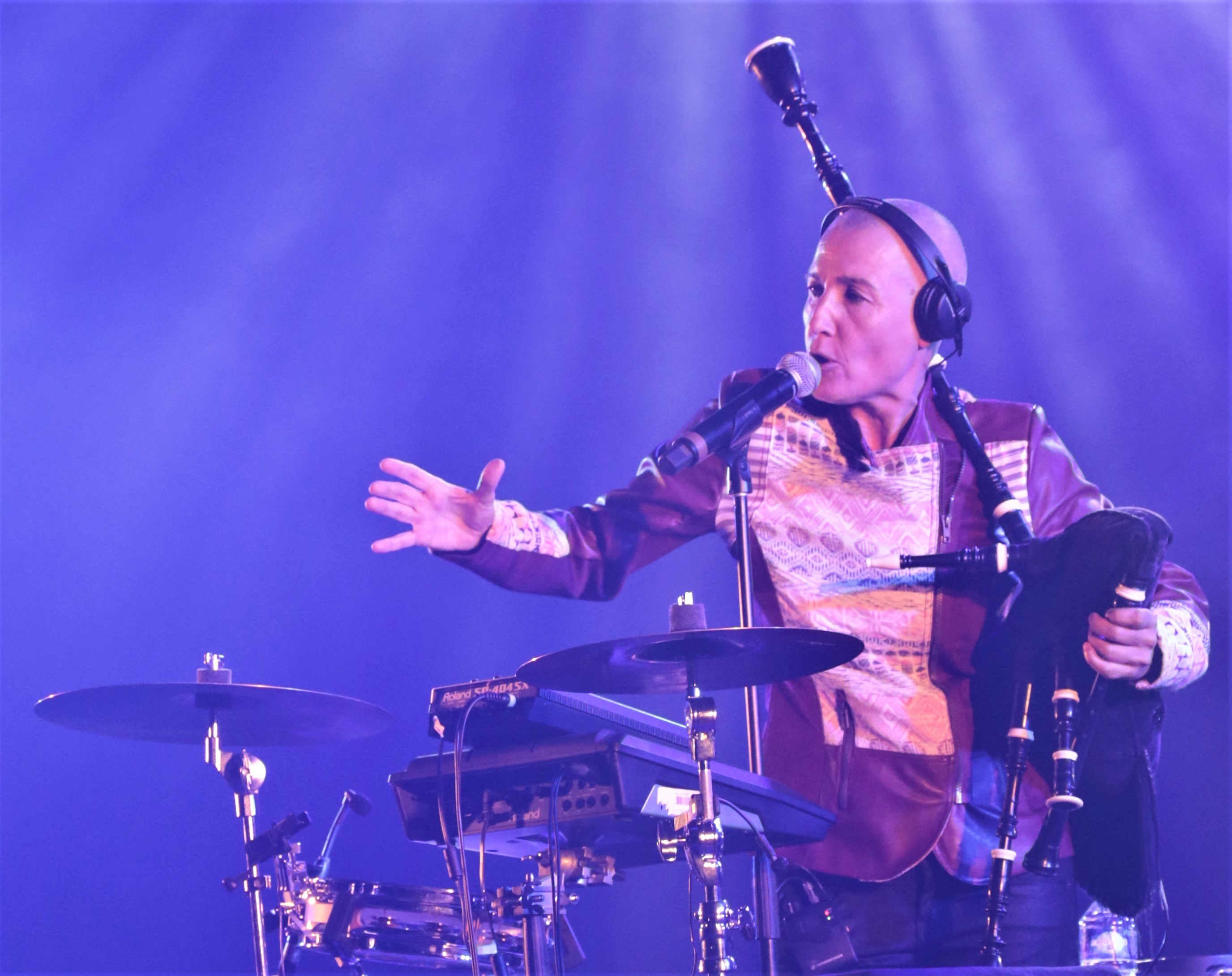
La chanteuse et sonneuse galicienne Mercedes Peón.
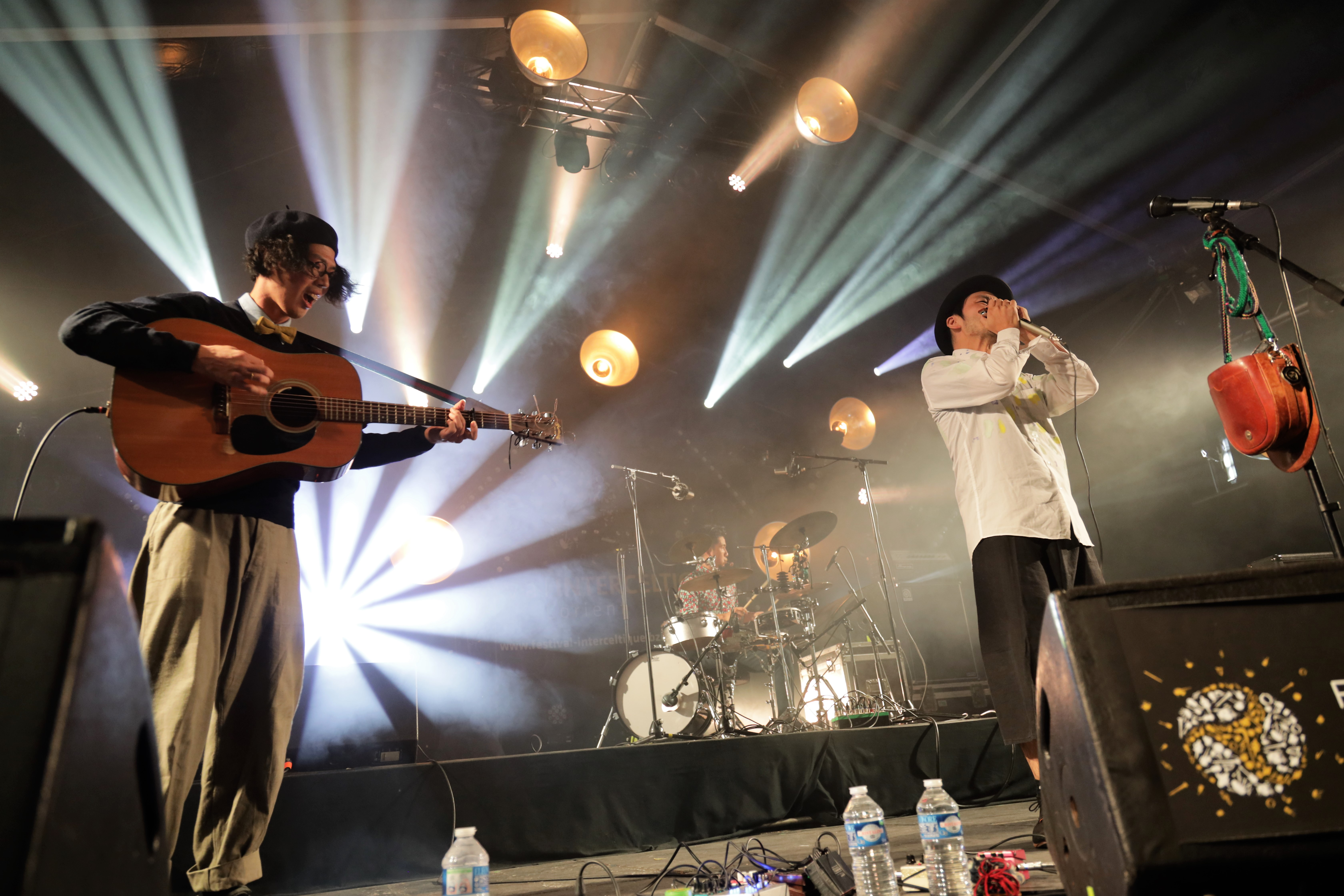
Le groupe japonais Harmonica Creams.
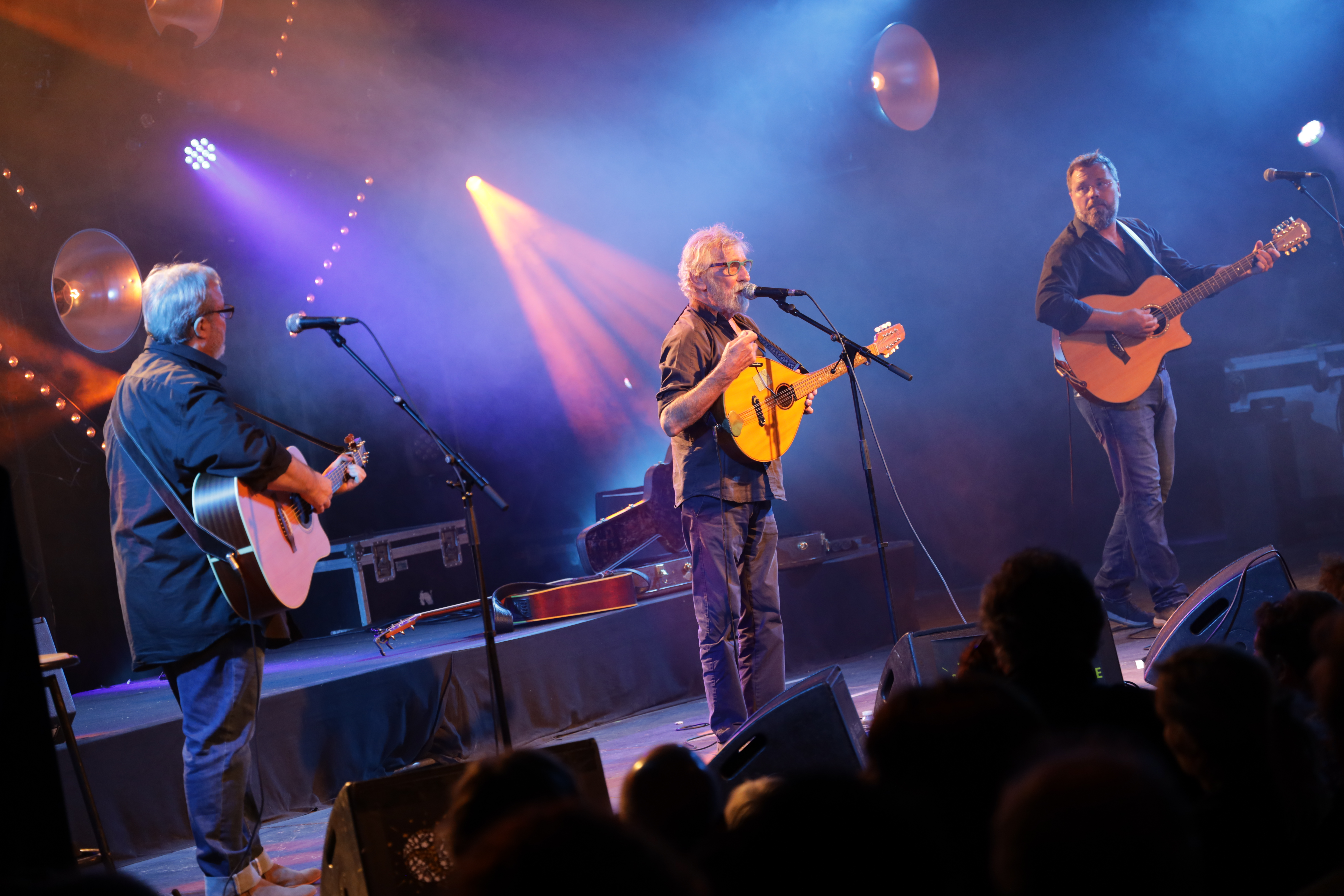
Djiboudjep pour la soirée de clôture, Kenavo An Distro.

## Bilan

### Fréquentation
Lisardo Lombardia, le directeur du festival, qualifie cette édition de « grand millésime ». Avec 800 000 festivaliers sur dix jours, le record de fréquentation du festival est battu. 75 000 personnes ont assisté à la grande parade le 4 août. Plus de 83 000 badges de soutien sont vendus, 7 concerts sont joués à guichet fermé et les représentations des Nuits celtiques accueillent autour de 7000 personnes chacune.

### Données économiques
Le bilan comptable de l'édition 2019 est annoncé lors de l'assemblée générale du 16 novembre 2019 au centre culturel d'Amzer Nevez à Ploemeur. Il est alors annoncé que, selon des comptes provisoires, le FIL a réalisé un bénéfice de près de 88 000 euros. Le trésorier espère même, quand les chiffres seront définitifs, « dépasser les 100 000 euros et avoir ainsi une réserve, ce qui n'était jamais arrivé jusqu'ici ». Par ailleurs, les espaces bars et restauration ont généré près de deux millions d'euros de bénéfices.
Lors de l'assemblée générale, le président du festival, Jean Peeters, revient sur la décision prise début novembre par les dirigeants de Pros-Consulte, aussi fondateurs du Club Kilt, de cesser leur mécénat avec le FIL, après s'être fait interdire de défiler à la Grande parade en 2020. La  société larmorienne versait 15 000 € par an au festival depuis sept ans et prévoyait 25 000 € en 2019. Peeters rappelle alors que « quand on est mécène, on donne sans contrepartie car on ne peut prétendre à une exonération fiscale de 60 % et vouloir acheter des places de défilé ; ce n'est pas dans l'esprit du FIL, d'autant que chaque année, il n'est pas possible de faire défiler tout le monde ».

## Sources